# Naples (Texas)
Naples ist eine Stadt im Morris County im US-Bundesstaat Texas in den Vereinigten Staaten. Das U.S. Census Bureau hat bei der Volkszählung 2020 eine Einwohnerzahl von 1387 ermittelt.
Naples ist Teil der sozioökonomischen Region Ark-La-Tex, die Teile der vier Bundesstaaten Arkansas, Louisiana, Oklahoma und Texas umfasst.

## Geographie
Naples liegt im Nordosten des Bundesstaates Texas im Süden der Vereinigten Staaten. Es befindet sich etwa mittig zwischen den drei großen Seen Wright Patman Lake, Lake O' the Pines und Lake Bob Sandlin.
Nahegelegene Städte sind unter anderem Omaha (3 km südwestlich), Marietta (9 km südöstlich), Daingerfield (17 km südlich), Mount Pleasant (24 km westlich) und Douglassville (26 km östlich). Nächste größere Stadt ist mit etwa 1,2 Millionen Einwohnern das knapp 180 Kilometer südwestlich entfernt gelegene Dallas.

## Geschichte
Die Stadt entstand gegen 1880 um eine Station der neu erbauten St. Louis Southwestern Railway. Die meisten Bewohner und Händler kamen aus Wheatville, das etwa drei Kilometer abseits der Bahnstrecke gelegen hatte. Ursprünglich hieß der neue Ort Beldon, als aber die Post 1882 von Wheatville hierher zog, wurde er in Station Beldon umbenannt, um Verwechslungen mit dem Ort Belton zu vermeiden.
Die Bedeutung der Stadt wuchs schnell. Schon 1884 gab es einen Schuldistrikt, zwei Kirchen und zwei Getreidemühlen, die Bevölkerung betrug 350 Einwohner. Bis 1890 entstand eine örtliche Zeitung mit dem Namen Beldon Monitor. 1895 entschied sich die Bevölkerung für den bis heute gültigen Namen Naples. Ein Jahr später verfügte der Ort über eine eigene Bank, es lebten 1200 Menschen dort. Bis 1925 sank die Bevölkerungszahl auf unter 890, stieg bis 1929 jedoch auf über 1500. Die Great Depression ließ die Stadt beinahe kollabieren, die Einwohnerzahl sank auf 843. In den 1950er Jahren wurde der örtliche Schuldistrikt mit dem Omahaer Distrikt zum Pewitt Independent School District zusammengelegt. Nach dem Zweiten Weltkrieg nahmen viele Bewohner die Stadt industrielle Berufe außerhalb der Stadt an, vor allem in Daingerfield oder im Red River Army Depot, das etwa 35 Kilometer nordöstlich nahe Texarkana gelegen ist.
Den Bevölkerungshöhepunkt erreichte die Stadt 1980 mit 1908 Bewohnern.

## Verkehr
Von Südwesten nach Nordosten wird die Stadt vom U.S. Highway 67 durchlaufen, der auf einer Länge von 2511 Kilometern von der mexikanischen Grenze in Presidio im Westen bis nach Sabula in Iowa führt. Im Norden der Stadt wird er gekreuzt vom Texas State Highway 77, der wiederum im Osten der Stadt der nördliche Ausgangspunkt des Texas State Highway 338 ist, der nach elf Kilometern südlich im U.S. Highway 259 mündet.
Etwa vier Kilometer südlich Naples' befindet sich der Greater Morris County Airport.

## Demographie
Die Volkszählung 2000 ergab eine Einwohnerzahl von 1410 Menschen, verteilt auf 625 Haushalte und 366 Familien. Die Bevölkerungsdichte lag bei 119 Menschen pro Quadratkilometer. 64,1 % der Bevölkerung waren Weiße, 33,8 % Schwarze und 0,6 % Indianer. 0,5 % entstammten einer anderen Ethnizität, 0,9 % hatten zwei oder mehr Ethnizitäten, 0,6 % waren Hispanics oder Lateinamerikaner jedweder Ethnizität. Auf 100 Frauen kamen 81 Männer. Das Durchschnittsalter lag bei 41 Jahren, das Pro-Kopf-Einkommen betrug fast 23.000 US-Dollar, womit knapp 28 % der Bevölkerung unterhalb der Armutsgrenze lebten.
Bis zur Volkszählung 2010 ist die Bevölkerungszahl auf 1378 zurückgegangen.

## Persönlichkeiten
- Curtis Jones (1906–1971), US-amerikanischer Bluesmusiker